# ساندرا کازیکوا
ساندرا کازیکوا (به انگلیسی: Sandra Kazíková) (زادهٔ ۱۳ ژوئیهٔ ۱۹۷۶) شناگر اهل جمهوری چک است.